# Mona Barthel
Mona Barthel (Bad Segeberg, 11 juli 1990) is een tennisspeelster uit Duitsland. Barthel begon met tennis toen zij drie jaar oud was. Haar favoriete ondergrond is hardcourt. Zij speelt rechtshandig en heeft een tweehandige backhand.

## Loopbaan

### Enkelspel
In juli 2007 speelde Barthel haar eerste ITF-toernooi in Frinton-on-Sea (Engeland). Een jaar later bereikte zij in hetzelfde toernooi haar eerste finale. In 2010 won zij haar eerste ITF-toernooi, in Wrexham (Wales). In 2011 nam zij voor de eerste keer deel aan een grandslamtoernooi – op Roland Garros bereikte zij de tweede ronde. In 2012 won Barthel haar eerste WTA-titel, op het toernooi van Hobart. Een jaar later volgde de tweede titel, op het toernooi van Parijs. Tot op heden(augustus 2021) won zij vier WTA-titels.
Haar beste resultaat op de grandslamtoernooien is het bereiken van de vierde ronde, op het Australian Open 2017. Haar hoogste notering op de WTA-ranglijst is de 23e plaats, die zij bereikte in maart 2013.

### Dubbelspel
In juli 2007 speelde Barthel haar eerste ITF-toernooi in Ilkley (Engeland), met de Nederlandse Manon Veldhorst. Een jaar later bereikte zij haar eerste finale in het toernooi van Gausdal (Noorwegen) met de Duitse Svenja Weidemann. In 2010 won zij haar eerste toernooi, in Torhout (België) met de Duitse Justine Ozga. In 2013 won Barthel haar eerste WTA-titel, op het toernooi van Stuttgart, samen met landgenote Sabine Lisicki. In 2015 volgde een tweede titel, op het toernooi van Luxemburg, met landgenote Laura Siegemund aan haar zijde. Met de Tsjechische Kristýna Plíšková won zij het WTA-toernooi van Chicago 2018. Tot op heden(augustus 2021) won zij vier WTA-titels, de meest recente in 2019 in Stuttgart, geflankeerd door landgenote Anna-Lena Friedsam.
Haar beste resultaat op de grandslamtoernooien is het bereiken van de derde ronde, op Wimbledon 2015, samen met de Oekraïense Ljoedmyla Kitsjenok. Haar hoogste notering op de WTA-ranglijst is de 63e plaats, die zij bereikte in september 2015.

### Tennis in teamverband
In 2013 en 2019 maakte Barthel deel uit van het Duitse Fed Cup-team – zij behaalde daar een winst/verlies-balans van 2–2.

## Posities op deWTA-ranglijst
Positie per einde seizoen:
| jaar | rang enkelspel | rang dubbelspel |
| ---- | -------------- | --------------- |
| 2007 | 937            | –               |
| 2008 | 516            | 614             |
| 2009 | 356            | 620             |
| 2010 | 208            | 350             |
| 2011 | 67             | –               |
| 2012 | 39             | 255             |
| 2013 | 34             | 89              |
| 2014 | 43             | 111             |
| 2015 | 44             | 67              |
| 2016 | 183            | 787             |
| 2017 | 48             | 232             |
| 2018 | 81             | 134             |
| 2019 | 172            | 106             |
| 2020 | 228            | 122             |

## Palmares
| Legenda                 |
| ----------------------- |
| Grandslamtoernooi       |
| Olympische Spelen       |
| Year-End Championships  |
| Premier Mandatory       |
| Premier Five / WTA 1000 |
| Premier / WTA 500       |
| International / WTA 250 |
| Challenger / WTA 125    |

### WTA-finaleplaatsen enkelspel
| nr.              | finale     | toernooi      | ondergrond    | tegenstandster     | score         |         |
| ---------------- | ---------- | ------------- | ------------- | ------------------ | ------------- | ------- |
| gewonnen finales |            |               |               |                    |               |         |
| 1.               | 2012-01-14 | WTA Hobart    | hardcourt     | Yanina Wickmayer   | 6-1, 6-2      | details |
| 2.               | 2013-02-03 | WTA Parijs    | hardcourt (i) | Sara Errani        | 7-5, 7-6      | details |
| 3.               | 2014-07-20 | WTA Båstad    | gravel        | Chanelle Scheepers | 6-3, 7-6      | details |
| 4.               | 2017-05-06 | WTA Praag     | gravel        | Kristýna Plíšková  | 2-6, 7-5, 6-2 | details |
| verloren finales |            |               |               |                    |               |         |
| 1.               | 2013-01-12 | WTA Hobart    | hardcourt     | Jelena Vesnina     | 3-6, 4-6      | details |
| 2.               | 2015-07-19 | WTA Båstad    | gravel        | Johanna Larsson    | 3-6, 6-7      | details |
| 3.               | 2015-10-25 | WTA Luxemburg | hardcourt (i) | Misaki Doi         | 4-6, 7-6, 0-6 | details |
| 4.               | 2018-09-09 | WTA Chicago   | hardcourt     | Petra Martić       | 4-6, 1-6      | details |

### WTA-finaleplaatsen vrouwendubbelspel
| nr.              | finale     | toernooi      | ondergrond    | partner            | tegenstandsters                                | score            |         |
| ---------------- | ---------- | ------------- | ------------- | ------------------ | ---------------------------------------------- | ---------------- | ------- |
| gewonnen finales |            |               |               |                    |                                                |                  |         |
| 1.               | 2013-04-28 | WTA Stuttgart | gravel (i)    | Sabine Lisicki     | Bethanie Mattek-Sands Sania Mirza              | 6-4, 7-5         | details |
| 2.               | 2015-10-25 | WTA Luxemburg | hardcourt (i) | Laura Siegemund    | Anabel Medina Garrigues Arantxa Parra Santonja | 6-2, 7-6         | details |
| 3.               | 2018-09-08 | WTA Chicago   | hardcourt     | Kristýna Plíšková  | Asia Muhammad Maria Sanchez                    | 6-3, 6-2         | details |
| 4.               | 2019-04-28 | WTA Stuttgart | gravel (i)    | Anna-Lena Friedsam | Anastasija Pavljoetsjenkova Lucie Šafářová     | 2-6, 6-3, [10-6] | details |
| verloren finales |            |               |               |                    |                                                |                  |         |
| 1.               | 2014-09-21 | WTA Seoel     | hardcourt     | Mandy Minella      | Lara Arruabarrena Irina-Camelia Begu           | 3-6, 3-6         | details |
| 2.               | 2021-08-21 | WTA Chicago   | hardcourt     | Hsieh Yu-chieh     | Eri Hozumi Peangtarn Plipuech                  | 5-7, 2-6         | details |

### Gewonnen ITF-toernooien enkelspel
| nr. | finale     | toernooi            | ondergrond    | tegenstandster in finale | score         | dotatie |
| --- | ---------- | ------------------- | ------------- | ------------------------ | ------------- | ------- |
| 1.  | 2010-01-24 | Wrexham             | hardcourt (i) | Anne Kremer              | 6-1, 6-1      | $10.000 |
| 2.  | 2010-04-10 | Torhout             | hardcourt (i) | Rebecca Marino           | 2-6, 6-4, 6-2 | $50.000 |
| 3.  | 2011-01-23 | Andrézieux-Bouthéon | hardcourt (i) | Stephanie Vogt           | 6-3, 3-6, 6-4 | $25.000 |
| 4.  | 2011-09-18 | Mestre              | gravel        | Garbiñe Muguruza         | 7-5, 6-2      | $50.000 |
| 5.  | 2011-09-24 | Shrewsbury          | hardcourt (i) | Heather Watson           | 6-0, 6-3      | $75.000 |

### Gewonnen ITF-toernooien dubbelspel
| nr. | finale     | toernooi | ondergrond    | partner      | tegenstandsters in finale          | score    | dotatie |
| --- | ---------- | -------- | ------------- | ------------ | ---------------------------------- | -------- | ------- |
| 1.  | 2010-04-09 | Torhout  | hardcourt (i) | Justine Ozga | Eva Birnerová Jekaterina Bytsjkova | 7-5, 6-2 | $50.000 |

### Gewonnen juniorentoernooien enkelspel
| nr. | datum      | toernooi          | ondergrond | tegenstandster in finale | score    | graad |
| --- | ---------- | ----------------- | ---------- | ------------------------ | -------- | ----- |
| 1.  | 2005-07-03 | Danish Junior Cup | gravel     | Petra Mokra              | 6-2, 7-5 | 5     |

### Gewonnen juniorentoernooien dubbelspel
| nr. | datum      | toernooi          | ondergrond | partner       | tegenstandsters in finale          | score         | graad |
| --- | ---------- | ----------------- | ---------- | ------------- | ---------------------------------- | ------------- | ----- |
| 1.  | 2005-07-03 | Danish Junior Cup | gravel     | Mara Nowak    | Annemieke Hoekman Manon Veldhorst  | 7-5, 3-6, 6-4 | 5     |
| 2.  | 2006-10-22 | HRT Autumn Cup    | hardcourt  | Vivian Hansen | Helene Auensen Marlene Mesgarzadeh | 6-2, 6-3      | 4     |

## Resultaten grandslamtoernooien
| Legenda | Legenda                          |
| ------- | -------------------------------- |
| g.t.    | geen toernooi gehouden           |
| l.c.    | lagere categorie                 |
| –       | niet deelgenomen                 |
| G       | uitgeschakeld in de groepsfase   |
| 1R      | uitgeschakeld in de eerste ronde |
| 2R      | uitgeschakeld in de tweede ronde |
| 3R      | uitgeschakeld in de derde ronde  |
| 4R      | uitgeschakeld in de vierde ronde |
| KF      | uitgeschakeld in de kwartfinale  |
| HF      | uitgeschakeld in de halve finale |
| F       | de finale verloren               |
| W       | het toernooi gewonnen            |
| w-v     | winst/verlies-balans             |

### Enkelspel
| toernooi        | 2011 | 2012 | 2013 | 2014 | 2015 | 2016 | 2017 | 2018 | 2019 |    | 2021 |
| --------------- | ---- | ---- | ---- | ---- | ---- | ---- | ---- | ---- | ---- | -- | ---- |
| Australian Open | –    | 3R   | 1R   | 3R   | 2R   | 1R   | 4R   | 2R   | 1R   | 2R |      |
| Roland Garros   | 2R   | 1R   | 1R   | 3R   | 1R   | 1R   | 1R   | 1R   | 1R   | –  |      |
| Wimbledon       | 1R   | 1R   | 2R   | 2R   | 1R   | 2R   | 1R   | 1R   | 1R   | 1R |      |
| US Open         | 2R   | 1R   | 2R   | 2R   | 3R   | 1R   | 1R   | 1R   | –    |    |      |

### Vrouwendubbelspel
| toernooi        | 2012 | 2013 | 2014 | 2015 | 2016 | 2017 | 2018 | 2019 |    | 2021 |
| --------------- | ---- | ---- | ---- | ---- | ---- | ---- | ---- | ---- | -- | ---- |
| Australian Open | 1R   | 1R   | 1R   | 2R   | 1R   | –    | 2R   | 1R   | 2R |      |
| Roland Garros   | 1R   | 2R   | 1R   | 1R   | –    | 1R   | –    | –    | –  |      |
| Wimbledon       | 1R   | 1R   | 1R   | 3R   | 1R   | 2R   | –    | 1R   | 2R |      |
| US Open         | 2R   | 2R   | 1R   | 2R   | 1R   | 2R   | –    | –    |    |      |

### Gemengd dubbelspel
| Toernooi        | 2012 | 2013 |
| --------------- | ---- | ---- |
| Australian Open | –    | –    |
| Roland Garros   | –    | –    |
| Wimbledon       | 2R   | 1R   |
| US Open         | –    | –    |